# 松澤理乃
松澤 理乃は、日本のグラビアアイドル。マークスジャパンに所属。趣味と特技はキックボクシング・音楽鑑賞・ゲーム

## 略歴
心交社の新シリーズ電撃 Rookiesの第1弾として『電撃 Rookies 松澤理乃』のイメージビデオでデビューした。

## 作品

### イメージビデオ
- 『電撃 Rookies 松澤理乃』（2009年1月9日、心交社）
- 『AV無理』（2010年3月1日、未満）
- 『AV無理2』（2010年4月1日、未満）
- 『未満2009年完全総集編8時間』（2010年5月1日、未満）−総集編